# John Paul Young
John Paul Young (Glasgow, 21 giugno 1950) è un cantante australiano.

## Biografia
Nato in Scozia, si è trasferito con la famiglia in Australia quando aveva 11 anni.
Ha raggiunto il successo nel 1978 con la hit Love Is in the Air, scritta e prodotta da Harry Vanda e George Young. La traccia è inserita nelle top 10 di Stati Uniti, Regno Unito e Italia. Sebbene abbia acquisito lo status di meteora grazie a tale traccia, Young ha pubblicato 8 singoli e 2 album entrati nelle classifiche del suo paese d'adozione. Ha spesso collaborato col duo di autori e produttori Vanda & Young (ex The Easybeats), che per lui hanno anche scritto Yesterday's Hero, I Hate the Music e Standing in the Rain. Dal 1974 al 1987 ha preso parte regolarmente al programma musicale Countdown. Nel 2009 è stato inserito nella ARIA Hall of Fame.

## Discografia
Album in studio
- 1975 – Hero
- 1976 – J.P.Y.
- 1977 – Green
- 1978 – Love Is in the Air
- 1979 – Heaven Sent
- 1981 – The Singer
- 1983 – One Foot in Front
- 1996 – Now
- 2006 – In Too Deep

EP
- 1987 – The Golden Dance-Floor Hits Vol. 10

Singoli
- 1972 – Pasadena
- 1973 – You Drive Me Crazy
- 1974 – It's Only Love
- 1974 – Show and Tell
- 1975 – Yesterday's Hero
- 1975 – The Love Game
- 1976 – I Hate the Music
- 1976 – Keep On Smilin'
- 1977 – Standing in the Rain
- 1977 – I Wanna Do It With You
- 1977 – Here We Go
- 1977 – Where the Action Is
- 1977 – Love Is in the Air
- 1978 – The Day That My Heart Caught Fire
- 1978 – Lost in Your Love
- 1978 – Fool in Love
- 1979 – Heaven Sent
- 1979 – Love You So Bad It Hurts
- 1979 – Can't Get You Out of My System
- 1980 – Hot for You Baby
- 1981 – 653354
- 1981 – Out of Time
- 1982 – Oh No No
- 1983 – Soldier of Fortune
- 1983 - Love of the common people
- 1984 – War Games
- 1984 – L.A. Sunset
- 1984 – Call the Night
- 1986 – Spain
- 1989 – Don't Sing that Song
- 1992 – Love Is in the Air (Strictly Ballroom mix)
- 1992 – Standing in the Rain (The Bogo Pogo Club Mix)
- 1996 – Happy the Man
- 1998 – I Hate the Music (con i Ratcat)
- 2001 – Love Is in the Air (Milk & Sugar vs. JPY)
- 2006 – Isn't It Sunshine
- 2006 – I'm Living on Dreams

Raccolte
- 1977 – All the Best
- 1978 – Love Is in the Air
- 1979 – John Paul Young 1974-1979
- 1988 – Classic Hits
- 1992 – Yesterday's Hero
- 1994 – The Very Best of
- 1997 – The Most of John Paul Young
- 1997 – Greatest Hits
- 2009 – I Hate the Music